# Landwind CV9
| Sterne im Euro-NCAP-Crashtest (2010) |

Der Landwind CV9, teilweise auch Landwind fashion genannt, ist ein Van des chinesischen Herstellers Jiangling Motors. 
Das Fahrzeug ist nach den SUVs Jiangling Landwind und Landwind GS6 der dritte Versuch des chinesischen Herstellers, auf dem europäischen Markt Fuß zu fassen. Das Fahrzeug wird von der Fachpresse erneut vor allem im Rahmen eines vergleichsweise schlechten Crashtest-Ergebnisses mit zwei von fünf Sternen betrachtet. Allerdings ist dieses Ergebnis vornehmlich der serienmäßig nur sehr rudimentären Sicherheitsausstattung geschuldet, während frühere Fahrzeuge chinesischer Hersteller zumeist auch massive strukturelle Schwächen zeigten. Seitenairbags werden für das Fahrzeug optional angeboten, weshalb sie bei dem Test nicht zum Einsatz gekommen sind.
Das Fahrzeug wird in der Basisversion mit einem 71 kW (97 PS) starken 1,6-Liter-Ottomotor angeboten, dazu ist ein 2,0-Liter-Motor und später auch eine Elektro-Version geplant. Die Basisversion wurde 2011 vom Kraftfahrt-Bundesamt unter der HSN/TSN 1568/AAA genehmigt; in der Haftpflichtversicherung wurde das Fahrzeug für 2012 in die mittlere Typklasse 17 eingestuft.

## Technische Daten
|                                             | 1.6                   | 2.0                    |
| Bauzeitraum                                 | seit 2010             | seit 2010              |
| Motorkenndaten                              |                       |                        |
| Motortyp                                    | R4-Ottomotor          | R4-Ottomotor           |
| Hubraum                                     | 1590 cm³              | 1998 cm³               |
| max. Leistung bei min−1                     | 71 kW (97 PS) / 5500  | 102 kW (141 PS) / 6000 |
| max. Drehmoment bei min−1                   | 142 Nm / 3800         | 186 Nm / 4500          |
| Kraftübertragung                            |                       |                        |
| Antrieb                                     | Vorderradantrieb      | Vorderradantrieb       |
| Getriebe, serienmäßig                       | 5-Gang-Schaltgetriebe | 5-Gang-Schaltgetriebe  |
| Messwerte                                   |                       |                        |
| Höchstgeschwindigkeit                       | 170 km/h              | 195 km/h               |
| Beschleunigung, 0–100 km/h                  | 11,9 s                | 10,0 s                 |
| Kraftstoffverbrauch auf 100 km (kombiniert) | 6,6 l Super           |                        |
| CO2-Emissionen (kombiniert)                 | 154 g/km              |                        |